# روجيريو كارفاليو سانتوس
روجيريو كارفاليو سانتوس (بالبرتغالية: Rogério Carvalho) هو سياسي برازيلي، ولد في 2 أغسطس 1968 في أراكاجو في البرازيل. نشط حزبياً في حزب العمال البرازيلي. وقد انتخب federal deputy of Sergipe ‏.